# Endorfiny
Endorfiny (skrótowiec od „endogenne morfiny”) – grupa hormonów peptydowych, wywołują dobre samopoczucie i zadowolenie z siebie oraz generalnie wywołują wszelkie inne stany euforyczne (tzw. hormony szczęścia). Tłumią odczuwanie drętwienia i bólu. Są endogennymi opioidami. 
Obecnie potwierdza się istnienie co najmniej 20 typów endorfin, lecz za najważniejsze uznaje się alfa, beta i gamma-endorfiny. Badania wykazały, że wspomniane rodzaje hormonów szczęścia mają działanie zbliżone do opioidów, takich jak morfina. Główna różnica pomiędzy nimi wynika z tego, że endorfiny w przeciwieństwie do morfiny są produkowane wewnątrz organizmu.
Są silnymi agonistami receptorów opioidowych μ, których pobudzanie wywołuje stany euforyczne. Na te same receptory działają opioidy egzogenne, co wywołuje zniesienie bólu, uczucie przyjemności i dobrego nastroju. Wywołuje to też silne uzależnienie psychiczne i fizyczne.
Strukturę chemiczną substancji nazwanej później endorfiną (czyli wewnętrzną morfiną) podali John Hughes i Hans Kosterlitz. Wytwarzana przez mózg, działa podobnie jak morfina, zmniejsza ból i wprawia w błogostan. 
Wkrótce odkryto kilkanaście różnych endorfin produkowanych w mózgu i rdzeniu kręgowym, wpływających na odczuwanie bólu, stan uczuć i świadomości. Nazwano je molekułami emocji. Najwięcej receptorów emocji znaleziono w mózgu, w obszarach uważanych za siedzibę uczuć i ośrodki odczuwania przyjemności. W latach 60. w eksperymentach na szczurach pokazano, że elektryczna stymulacja tych miejsc budzi w zwierzętach doznania tak intensywnej ekstazy, że wolą paść z wyczerpania niż przerwać doświadczenia.
Niektóre bodźce, powodujące wydzielanie endorfin, to:
- śmiech, a nawet myślenie o śmiechu[4]
- wysiłek fizyczny (chociaż niektórzy naukowcy twierdzą, iż to udział w rywalizacji sportowej ma na to znaczący wpływ); przypuszcza się, że przedłużony intensywny wysiłek powoduje wzmożone wydzielanie endorfin, objawiające się euforią biegacza
- niedotlenienie - istnieje hipoteza działania euforyzującego alkoholu na organizm poprzez zwiększone powinowactwo tej substancji do tlenu (patrz również: euforia biegacza)
- niektóre (głównie pikantne) przyprawy, np. papryka chili (u szczurów)[5]
- w niektórych przypadkach akupunktura[5][6]
- opalanie[7]
- czekolada[8]
- niektóre substancje psychoaktywne
- orgazm[9]